# رشته‌کوه لیخی
رشته‌کوه لیخی (گرجی: ლიხის ქედი) یا سورامی (یک رشته‌کوه در کشور گرجستان و بخشی از کوه‌های قفقاز است. لیخی رشته‌های قفقاز بزرگ و قفقاز کوچک را به هم متصل می‌کند و بخشی از حوضه آبخیز دریای سیاه و دریای کاسپین است و کشور را از نظر اقلیمی و ژئومورفولوژیکی تقسیم می‌کند.
بلندترین نقطه در این رشته‌کوه ریبیسا است که ۲۴۷۰ متر (۸۱۰۰ فوت) بالاتر از سطح دریا قرار دارد.  پایین‌ترین و مهم‌ترین گذرگاه کوهستانی، گذرگاه سورامی در ارتفاع ۹۴۹ متری (۳۱۱۴ فوت) است که شرق و غرب گرجستان را به هم متصل می‌کند. یک راه‌آهن (در تونل) از طریق گردنه و همچنین بزرگراه زستاپونی-خاشوری می‌گذرد. بخش جنوبی رشته‌کوه لیخی از نظر تاریخی به نام غادو شناخته می‌شد.